# Ferne Snoyl
Ferne Snoyl est un footballeur néerlandais, né le 8 mars 1985 à Leidschendam aux Pays-Bas. Il évolue comme arrière gauche.

## Carrière
- 2003-2006 :  Feyenoord Rotterdam
  - 2004-2005 :  FC Den Bosch (prêt)
  - 2006 :  Aberdeen FC (prêt)
- 2006-2007 :  NEC Nimègue
- 2007-2009 :  RKC Waalwijk
- 2009-2011 :  NAC Breda
- 2011-2012 :  Újpest FC[1],[2]

## Palmarès
Néant